# Ilha Fair
A Ilha Fair (em inglês:  Fair Isle) é uma ilha da Escócia situada entre as Órcades e a ilha Mainland, a maior das Shetland. Trata-se de uma ilha de pequena dimensão (7,68 km2), com poucos habitantes e de costas formadas por falésias. Na ilha existe uma estação ornitológica. Entre as numerosas espécies presentes contam-se airos, pardelas, gaivotas, etc. Constitui uma reserva natural do Reino Unido.
É considerada a mais remota ilha habitada das Ilhas Britânicas.

## Ligações externas

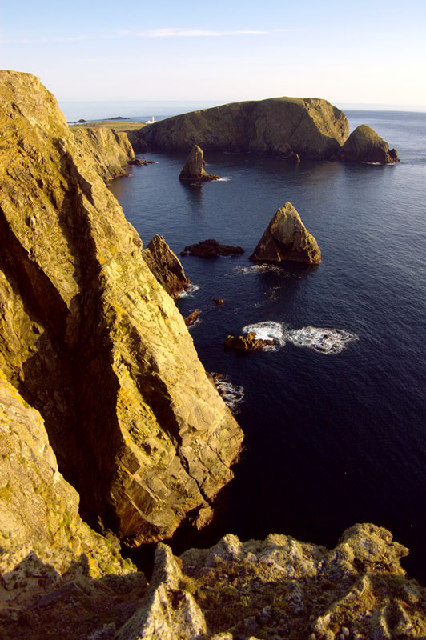
Penhascos da costa ocidental, em Malcolm's Head